# Дрохва африканська
Дрохва африканська (Ardeotis kori) — вид птахів родини дрохвових (Otidae).

## Поширення
Вид поширений у саванах Східної та Південної Африки. Ареал розділений на дві частини: у північній частині вид поширений в Ефіопії, Кенії, на півночі Сомалі, сході Уганди та півночі Танзанії; в південній частині трапляється в ПАР, Ботсвані, Намібії, Зімбабве, на півдні Анголи та Мозамбіку.

## Опис
Досить великий птах. Самці досягають 105—128 см завдовжки, з розмахом крил 230—275 см, важать 7-19 кг. Ймовірно це найбільші сучасні літаючі птахи. Самиці набагато менші за самців і важать близько 5,5 кг. У цього птаха довга шия, сплощена голова з чорним чубчиком на маківці. Голова, шия і черево забарвлені в сірувато-білий колір, спина, крила і хвіст — бурі.

## Підвиди
- Ardeotis kori kori (Burchell, 1822) — південна частина ареалу.
- Ardeotis kori struthiunculus (Neumann, 1907) — північна частина ареалу.